# Vaspolony
Vaspolony (korábban Poljana, szlovénül: Polana) falu  Szlovéniában, Muravidéken, Pomurska statisztikai régióban. Közigazgatásilag  Muraszombat városi községhez tartozik.

## Fekvése
Muraszombattól 3 km-re északnyugatra a Lendva bal partján fekszik, a Ravensko tájon.

## Története
1365-ben "Polyna" alakban említik először. Eredeti neve valószínűleg a szláv mezőség-et jelenti. Ekkor Széchy Péter fia Miklós dalmát-horvát bán és testvére Domonkos erdélyi püspök kapták királyi adományul illetve cserében a Borsod vármegyei Éleskőért, Miskolcért és tartozékaikért Felsőlendvát és tartozékait, mint a magban szakadt Amadéfi János birtokát. A település a későbbi századokon át is birtokában maradt a családnak. Az 1366-os beiktatás alkalmával részletesebben kerületenként is felsorolják az ide tartozó birtokokat, melyek között a falu "Polyna in districtu Beelmura" alakban szerepel. A felsőlendvai uradalom belmurai kerületéhez tartozott. A Széchy család fiági kihalása után 1687-ben a Szapáry család lett a földesura.
Vályi András szerint " POLONA. Tót falu Vas Vármegyében, földes Urai Gróf Szapáry, és több Uraságok, lakosai katolikusok, fekszik Muraj Szombathoz közel, síkos földgye termékeny, réttye jó nemű, legelője, és fája elég van, szőlei is vannak, keresetre módgyok Stájer Országnak szomszédságában, első osztálybéli."
Fényes Elek szerint " Polona, vindus falu, Vas vmegyében, a muraszombati uradalomban, 152 evang. lak."
Vas vármegye monográfiája szerint " Vas-Polony, vend község 45 házzal 242 r. kath. és ág. ev. lakossal. Postája Battyánd, távirója Muraszombat."
A trianoni békeszerződésig Vas vármegye Muraszombati járásához tartozott. 1919-ben átmenetileg a Vendvidéki Köztársasághoz tartozott. Tulajdonképpen a falu határa a tiszavirág életű köztársaság déli határát is jelentette, annál tovább nem terjedt ki a hatalma. Még ebben az évben a Szerb–Horvát–Szlovén Királysághoz csatolták, ami 1929-től Jugoszlávia nevet vette fel. 1941-ben átmeneti időre ismét Magyarországhoz tartozott, de 1945 után visszakerült jugoszláv fennhatóság alá. 1991 óta a független Szlovénia része.

## Népessége
1910-ben 235, túlnyomórészt szlovén lakosa volt.
2002-ben 198 lakosa volt.

## Kapcsolódó szócikk
- Vaspolonyi pogrom